# Alles über Heather
Alles über Heather (englischer Originaltitel: Heather the Totality) ist das literarische Debüt des amerikanischen Drehbuchautors und Regisseurs Matthew Weiner, der besonders durch die Fernsehserie Mad Men bekannt wurde. Vom Verlag als Roman annonciert, wird das schmale Buch teilweise auch als Novelle eingeordnet. Die deutsche Übersetzung von Bernhard Robben erschien wie die Originalausgabe 2017. Im Mittelpunkt stehen vier Figuren: ein wohlhabendes New Yorker Ehepaar samt ihrer überbehüteten Tochter sowie ein psychopathischer Mörder.

## Inhalt
Über Freunde lernen sich Mark Breakstone und seine Frau Karen kennen. Er ist gut verdienender Finanzanalyst, wird bei Beförderungen jedoch regelmäßig übergangen, sie findet in der PR-Branche wenig Erfüllung. Die Ehe ist von Beginn an keine Liebesheirat. Seit ihrer Geburt füllt die Tochter Heather die Leere zwischen den Ehepartnern. Sie ist nicht nur bezaubernd und intelligent, sondern zeigt früh eine ganz besondere Empathie für ihre Mitmenschen. In Heathers Pubertät brechen die unterschwelligen Spannungen in der Familie auf. Karen fürchtet, das innige Band zur Tochter zu verlieren, das ihr zum Lebensinhalt geworden ist. Mark fühlt sich seit langem von seiner Frau zurückgesetzt und reagiert auf Freunde seiner Tochter mit Eifersucht.
Weitaus weniger behütet aufgewachsen als Heather ist Robert „Bobby“ Klasky, verwahrloster Sohn einer alleinerziehenden Drogenabhängigen. Das intensivste Erlebnis seiner Jugend ist die versuchte Vergewaltigung einer Nachbarstochter. Im Gefängnis lernt der Skinhead nur eines: Dass er das Mädchen hätte umbringen müssen, um keine Spuren zu hinterlassen. Er zündet das Haus seiner Mutter an und phantasiert über weitere Morde. Bei Sanierungsarbeiten am Penthouse der Breakstones in der Upper East Side begegnet er Heather. Seitdem kreisen seine Phantasien um das Mädchen aus einer ganz anderen Lebenssphäre. Heather bemerkt die Aufmerksamkeit des Bauarbeiters und fühlt sich in einer Mischung aus Mitgefühl und Seelenverwandtschaft zu ihm hingezogen.
Der intensive, brutale Blick, mit dem Bobby das halbwüchsige Mädchen taxiert, bleibt ihrem Vater nicht verborgen. Seine paranoid übersteigerte Furcht um Heather, die in Träumen von ihrer ermordeten Leiche gipfelt, wird von niemandem ernst genommen, insbesondere nicht von Karen, die ihm inzestuöse Absichten unterstellt. So entschließt er sich, alleine zu handeln. Er lockt Bobby, der inzwischen nicht mehr von Mord, sondern von einem bürgerlichen Leben mit Heather träumt, in seine Wohnung und stürzt ihn aus dem Fenster des Hochhauses. Karen hilft ihrem Mann, die Tat zu vertuschen, und fühlt sich plötzlich wieder sexuell von ihm angezogen. Heather glaubt arglos an einen Arbeitsunfall und trauert vorübergehend um den Toten. Einen Monat später zieht die Familie aus der Wohnung aus.

## Entstehungsgeschichte

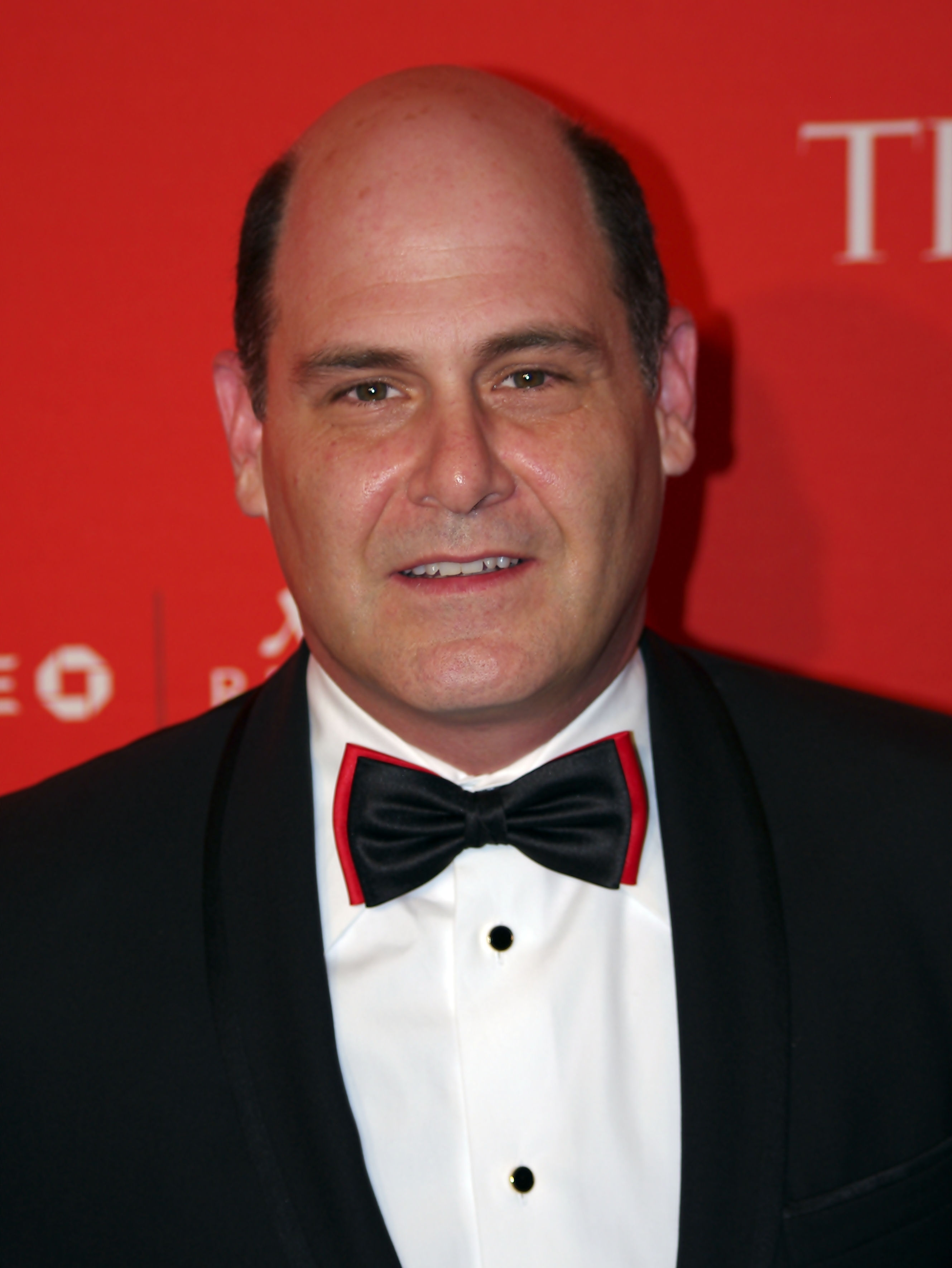
Matthew Weiner (2011)

Matthew Weiner, Drehbuchautor bei The Sopranos und Erfinder der TV-Serie Mad Men, gilt als einer der kreativen Köpfe, die die Serienlandschaft im Fernsehen neu erfunden und mit ihrer Art des Erzählens in den Fokus des Feuilletons gerückt haben. Nach dem Ende der Erfolgsserie Mad Men im Jahr 2015 hatte er jedoch erst einmal keine weiteren TV-Projekte in Planung. Stattdessen begann er viel zu lesen, insbesondere Haruki Murakami, Donna Tartt, Delmore Schwartz, John Steinbeck und Hermann Hesse. Anschließend machte er in der New Yorker Künstlerkolonie Yaddo selbst die ersten Schreibversuche. Nach eigenen Angaben sah sich Weiner immer schon als Romancier: „Es war für mich die Erfüllung eines Kindheitstraums und ein lebensveränderndes Ereignis, dieses Buch zu schreiben …“
Zum Ausgangspunkt für den Roman wurde eine Beobachtung auf einer Baustelle: Als Weiner Zeuge wurde, wie ein Bauarbeiter ein junges Schulmädchen mit einer bedrohlichen Intensität anstarrte, fragte er sich, was wohl geschehen würde, wenn dessen Vater den Blick bemerkt hätte. Zum Trio dieses Ereignisses, einem verletzlichen Schulmädchen, einem lüsternen Bauarbeiter und einem besorgten Vater, gesellte Weiner noch eine neurotische Mutter und hatte damit die Besetzung für seine Geschichte.

## Rezeption
Weiners Debütroman wurde in den Vereinigten Staaten von vielen Autorenkollegen positiv aufgenommen. Die Kritik war allerdings gespalten. So bemängelte die New York Times vage Charaktere. Der Roman sei „rasch und anforderungslos zu lesen“, erheische die Aufmerksamkeit des Lesers, hinterlasse jedoch nicht viel Substanz. Die deutschsprachigen Feuilletons urteilten hingegen überwiegend freundlich.
Sandra Kegel sieht Alles über Heather als einen „Gegenentwurf zu Weiners bisher auf epische Breite und horizontales Erzählen angelegtem Schreiben“, in der auf Dialoge und Psychologisierungen weitgehend verzichtet werde. Dennoch habe „die Erzählung in ihrem grimmigen Nihilismus etwas Bezwingendes. Es ist eine verstörende Kälte, aus der diese Novelle gemacht ist.“ Für Fritz Göttler ist Alles über Heather „ein großartiger Psychothriller, in der Tradition von Richard Yates und F. Scott Fitzgerald“, jedoch auch „eine brutale Studie der amerikanischen Gesellschaft“, „Soziologie im Zeitraffer“. Carmen Eller liest „ein nicht ganz klischeefreies Sozialdrama“, vor allem jedoch einen Roman über Obsessionen. Insbesondere Bobby erinnert sie an Jean-Baptiste Grenouille aus Patrick Süskinds Das Parfum. Für Jochen Overbeck erweist sich Weiner als „irre guter Dramaturg, der mit knappem Personal arbeitet, dieses aber zielsicher ins Desaster führt.“ Sein Clou dabei sei, dass das Buch in einer ganz anderen Katastrophe münde, als der Leser erwarte.

## Ausgaben
- Matthew Weiner: Heather the Totality. Little, Brown and Company, New York 2017, ISBN 978-0-316-43531-4.
- Matthew Weiner: Alles über Heather. Aus dem Englischen von Bernhard Robben. Rowohlt, Reinbek bei Hamburg 2017, ISBN 978-3-498-09463-8.
- Matthew Weiner: Alles über Heather. Lesung von Ulrich Matthes. Random House, München 2017, ISBN 978-3-8371-4036-1.